# هاتون هیرکا (هویالاس-سانتا)
هاتون هیرکا (به اسپانیایی: Hatun Hirka) یک کوه در پرو است که در Peru, Ancash Region واقع شده‌است. هاتون هیرکا ۳٬۴۰۰ متر بالاتر از سطح دریا واقع شده‌است.